# سیارک ۸۵۳۸۹
سیارک ۸۵۳۸۹ (به انگلیسی: 85389 Rosenauer، نامگذاری:1996QE1) هشتاد و پنج هزار و سیصد و هشتاد و نهمین سیارک کشف شده‌است که در ۲۲ اوت ۱۹۹۶ کشف شد.